# دیون برومفیلد
دیون برومفیلد (انگلیسی: Dionne Bromfield؛ زادهٔ ۱ فوریهٔ ۱۹۹۶) موزیسین جاز، خواننده-ترانه‌پرداز، و مجری تلویزیون اهل بریتانیا است. وی از سال ۲۰۰۹ میلادی تاکنون مشغول فعالیت بوده‌است. دیون در سال ۲۰۱۲ جایزه بفتا را از آن خود کرده است.